# Inyección intracitoplasmática de espermatozoides morfológicamente seleccionados

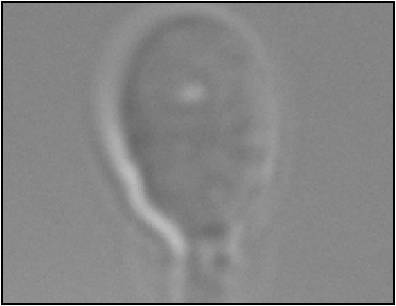
IMSI análisis del espermatozoïde a más de 6000X

La IMSI o Inyección intracitoplasmática de espermatozoides morfológicamente seleccionados (del inglés: Intracytoplasmic morphologically-selected sperm injection) es una técnica de fecundación in vitro (FIV). Consiste en realizar una selección morfológica de los espermatozoides antes de inyectarlos en los ovocitos.
La técnica fue desarrollada en 2002, fruto del estudio de la morfología espermática a 6000 aumentos: primero los autores observaron los espermatozoides a mayor aumento (técnica MSOME), vieron cómo muchos de ellos tenían alteraciones imperceptibles a menos aumentos y luego aprovecharon la tecnología usada para seleccionar los espermatozoides con mejor morfología para inseminar.

## Técnica de IMSI

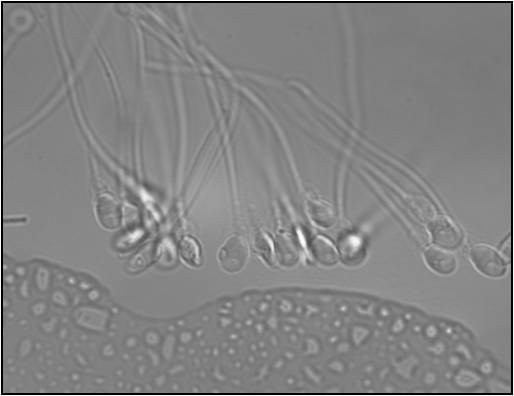
IMSI espermatozoides en gota de selección

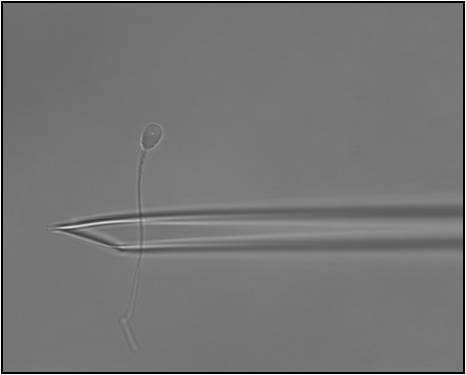
IMSI inmovilización del espermatozoide con aguja de ICSI

Se selecciona un espermatozoide utilizando un microscopio invertido con una magnificación de más de 6000 veces su tamaño con el fin de observar con más precisión la composición de la cabeza de los espermatozoides, detectando posibles anomalías.
Para la realización de la técnica, primero se prepara el semen para recuperar los espermatozoides móviles mediante la técnica de swim up a temperatura ambiente. Es necesario que la concentración final sea de un mínimo de 1 a 3 millones por mililitros, Si no se consigue esta concentración, el proceso de selección será más lento. Este proceso se lleva a cabo justo antes de realizar la IMSI.
En la segunda fase, se prepara la placa de IMSI: es una placa de vidrio donde se ponen dos gotas de PVP. En la gota central, o gota de selección, se pondrá la muestra de semen procesada. En la gota inferior, o gota de acumulación, se pondrán los espermatozoides seleccionados para llevar a cabo la IMSI.
Seguidamente el biólogo lleva a cabo la inyección intracitoplasmática de espermatozoides morfológicamente seleccionados. Utiliza una aguja larga, delgada y hueca para recoger el espermatozoide deseado. Mantiene el óvulo en una pipeta especial, y luego utiliza la aguja para empujar el espermatozoide a través de la capa exterior del ovocito con el fin de introducirlo en el citoplasma (zona interior) del ovocito. 
Este proceso debe repetirse para cada uno de los ovocitos disponibles.

## IMSI Versus ICSI
En la FIV convencional, los ovocitos se obtienen de la mujer y se dejan en un medio de cultivo con los espermatozoides del hombre. Estos espermatozoides deben ser lo suficientemente fuerte y tener una buena calidad (morfológica y movilidad) para “nadar” hasta los ovocitos, penetrar sus capas externas y fertilizarlos.
La IMSI es la combinación del MSOME y la ICSI, ya que su única diferencia es que el embriólogo lleva a cabo el procedimiento de inseminación del espermatozoide con el ovocito gracias a un microscopio de mucho más potencia: la ICSI permite una ampliación de 400 mientras que la IMSI va hasta más de 6000 aumentos, seleccionando así los espermatozoides con la mejor calidad morfológica.

## Indicaciones
Esta técnica se realiza en ciclos de FIV con ovocitos propios o ovocitos de donante. Aunque son indicaciones preliminares, la IMSI está orientada en casos como los siguientes:

 • Casos en el que el hombre es afecto de anomalías espermáticas severas.

 • Casos de abortos de repetición. 

 • Casos de fracasos repetidos de FIV

## Resultados
Esta ampliación de más de 6000 veces permite analizar la morfología de la cabeza de los espermatozoides: según los estudios actuales se puede detectar las anomalías de las vacuolas o los daños de la cadena de ADN de los espermatozoides escogiendo solo los que no presentan anomalías para proceder a la fertilización con los ovocitos. La técnica del IMSI permite aumentar la tasa de fecundación, la tasa de embarazo y reducir la posibilidad de sufrir abortos espontáneos.
Aún son resultados preliminares y existen discrepancias según los investigadores

## Riesgos
Esta técnica no tiene ningún riesgo en la manipulación de los espermatozoides ni de los ovocitos. Tampoco existen consecuencias adversas en el desarrollo posterior de los embriones y del feto.[cita requerida]